# پارتیزان‌های بیلسکی

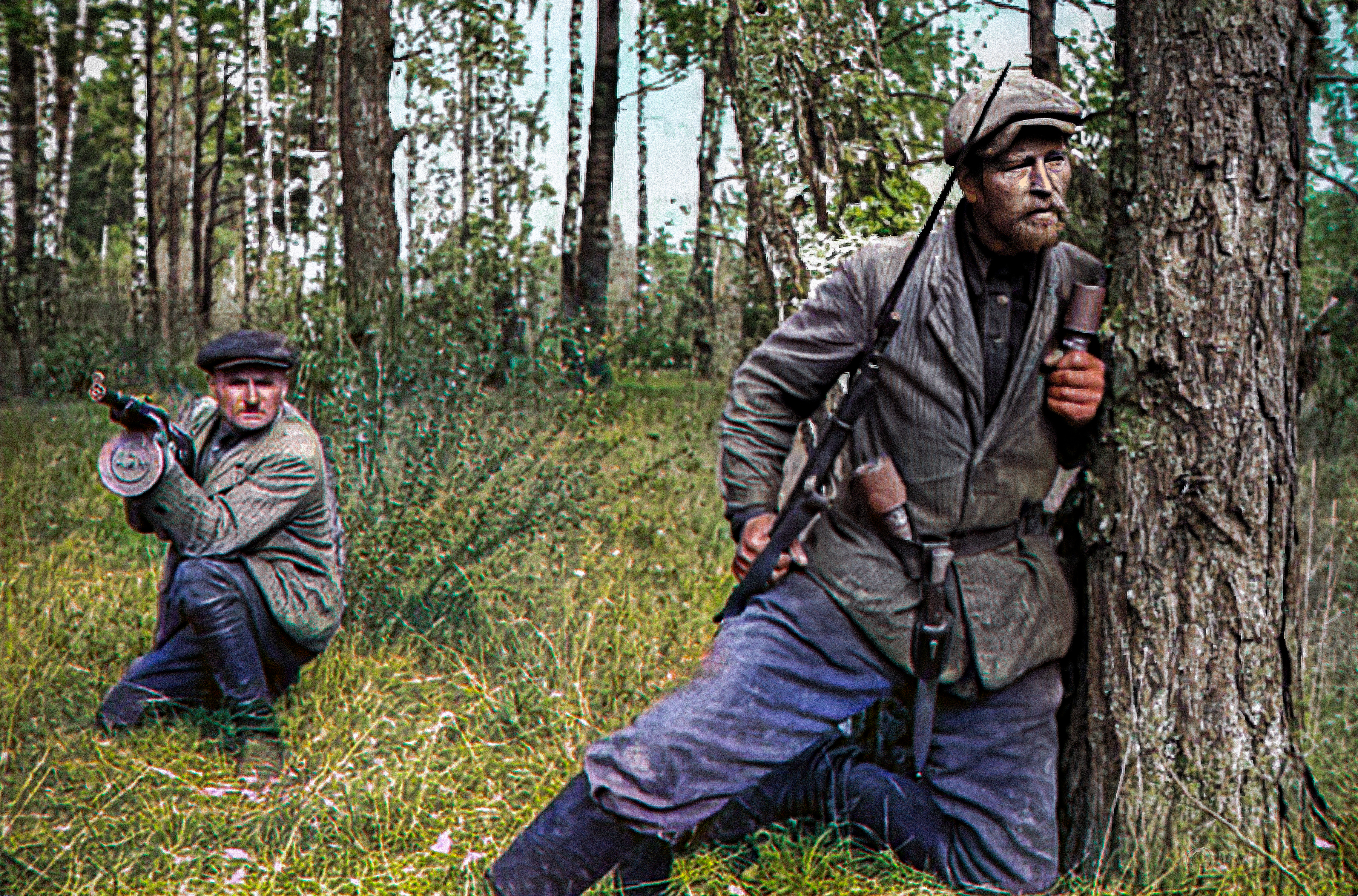
نمایی از پارتیزان‌های شوروی در بلاروس - ۱۹۴۳. پارتیزان سمت چپ، سلاحی را حمل می‌کند که به نظر می‌رسد یک مسلسل شوروی PPD-40 باشد. فرد همراه او نیز مجهز به یک تفنگ موسین (با سرنیزهٔ کارخانه)، به علاوه یک سرنیزه/خنجر آلمانی (روی کمر) و دو نارنجک RGD-33 است. (عکس از آرشیو دولتی روسیه)

پارتیزان‌های بیِلسکی واحدی از پارتیزان‌های یهودی بودند که یهودیان را از کشتار نجات داده و با نیروهای آلمانی و همپیمانان آن‌ها در اطراف ناواریداک و لیدا در مناطق اشغالی لهستان در جریان جنگ جهانی دوم (اکنون جزئی از بلاروس غربی) به نبرد پرداختند. نام این واحد پارتیزانی از نام خانوادهٔ یهودیِ لهستانی بیلسکی، که سازمان‌دهندهٔ آن بودند، بر آن نهاده شد.
پارتیزان‌های بیلسکی بیش از دو سال را در جنگل به سر بردند. در پایان جنگ تعداد آن‌ها به ۱۲۳۶ نفر که اکثر غیرنظامی، شامل کودکان و سالخوردگان بودند، می‌رسید. این گروه به دلیل نجات جان آوارگان یهودی از جنگ و هولوکاست، در نزد بسیاری از یهودیان به عنوان قهرمان جنگ شناخته می‌شوند. با این وجود، به دلیل روابط خصمانه و گاه همراه با خشونت آن‌ها با غیر یهودیان، کارنامهٔ آن‌ها در لهستان مورد بحث بوده‌است.
فیلم دعوت به جنگ، ساختهٔ ادوارد زوئیک که در سال ۲۰۰۹ نمایش داده شد، داستان شکل‌گیری و نبردهای پارتیزان‌های بیلسکی را روایت می‌کند. در این فیلم، دنیل کریگ، لیو شرایبر، جیمی بل و جرج مکای در نقش چهار برادر بیلسکی ظاهر شده‌اند.